# Pericoma latina
Pericoma latina és una espècie d'insecte dípter pertanyent a la família dels psicòdids que es troba a Europa (Itàlia) i l'Àfrica del Nord (el Marroc, Algèria i Tunísia).